# Rosja na Zimowych Igrzyskach Olimpijskich 1994
Rosję na Zimowych Igrzyskach Olimpijskich 1994 reprezentowało 113 zawodników. Był to pierwszy start Rosji na zimowych igrzyskach olimpijskich po rozpadzie Związku Radzieckiego (na rozgrywanych dwa lata wcześniej ZIO 1992 Rosjanie startowali w barwach Wspólnoty Niepodległych Państw).

## Zdobyte medale
| Medal  | Zawodnik                                                              | Dyscyplina sportowa   | Konkurencja                   |
| ------ | --------------------------------------------------------------------- | --------------------- | ----------------------------- |
| Złoto  | Siergiej Czepikow                                                     | Biathlon              | Sprint mężczyzn               |
| Złoto  | Siergiej Tarasow                                                      | Biathlon              | Bieg indywidualny mężczyzn    |
| Złoto  | Łuiza Noskowa Anfisa Riezcowa Natalja Snytina Nadieżda Tałanowa       | Biathlon              | Sztafeta kobiet               |
| Złoto  | Lubow Jegorowa                                                        | Biegi narciarskie     | 5 km stylem klasycznym kobiet |
| Złoto  | Lubow Jegorowa                                                        | Biegi narciarskie     | Bieg łączony kobiet           |
| Złoto  | Nina Gawriluk Łarisa Łazutina Jelena Välbe Lubow Jegorowa             | Biegi narciarskie     | Sztafeta kobiet               |
| Złoto  | Aleksiej Urmanow                                                      | Łyżwiarstwo figurowe  | Soliści                       |
| Złoto  | Jekatierina Gordiejewa Siergiej Grińkow                               | Łyżwiarstwo figurowe  | Pary sportowe                 |
| Złoto  | Oksana Griszczuk Jewgienij Płatow                                     | Łyżwiarstwo figurowe  | Pary taneczne                 |
| Złoto  | Aleksandr Gołubiew                                                    | Łyżwiarstwo szybkie   | 500 m mężczyzn                |
| Złoto  | Swietłana Bażanowa                                                    | Łyżwiarstwo szybkie   | 3000 m kobiet                 |
| Srebro | Swietłana Gładyszewa                                                  | Narciarstwo alpejskie | Supergigant kobiet            |
| Srebro | Władimir Draczow Walerij Kirijenko Siergiej Tarasow Siergiej Czepikow | Biathlon              | Sztafeta mężczyzn             |
| Srebro | Lubow Jegorowa                                                        | Biegi narciarskie     | 15 km stylem dowolnym kobiet  |
| Srebro | Natalja Miszkutionok Artur Dmitrijew                                  | Łyżwiarstwo figurowe  | Pary sportowe                 |
| Srebro | Majia Usowa Aleksandr Żulin                                           | Łyżwiarstwo figurowe  | Pary taneczne                 |
| Srebro | Siergiej Szuplecow                                                    | Narciarstwo dowolne   | Jazda po muldach mężczyzn     |
| Srebro | Siergiej Klewczenia                                                   | Łyżwiarstwo szybkie   | 500 m mężczyzn                |
| Srebro | Swietłana Fiedotkina                                                  | Łyżwiarstwo szybkie   | 1500 m kobiet                 |
| Brąz   | Siergiej Tarasow                                                      | Biathlon              | Sprint mężczyzn               |
| Brąz   | Nina Gawriluk                                                         | Biegi narciarskie     | 15 km stylem dowolnym kobiet  |
| Brąz   | Jelizawieta Kożewnikowa                                               | Narciarstwo dowolne   | Jazda po muldach kobiet       |
| Brąz   | Siergiej Klewczenia                                                   | Łyżwiarstwo szybkie   | 1000 m mężczyzn               |

## Wyniki reprezentantów Rosji

### Biathlon
Mężczyźni
- Siergiej Czepikow

sprint - 
bieg indywidualny - 8. miejsce
- Władimir Draczow

sprint - 4. miejsce
- Walerij Kirijenko

sprint - 16. miejsce
bieg indywidualny - 35. miejsce
- Walerij Miedwiedcew

bieg indywidualny - 24. miejsce
- Siergiej Tarasow

sprint - 
bieg indywidualny - 
- Walerij Kirijenko
Władimir Draczow
Siergiej Tarasow
Siergiej Czepikow

sztafeta - 
Kobiety
- Lubow Bielakowa

sprint - 42. miejsce
- Łuiza Noskowa

sprint - 39. miejsce
bieg indywidualny - 10. miejsce
- Anfisa Riezcowa

sprint - 32. miejsce
bieg indywidualny - 26. miejsce
- Natalja Snytina

bieg indywidualny - 23. miejsce
- Nadieżda Tałanowa

sprint - 19. miejsce
bieg indywidualny - 16. miejsce
- Nadieżda Tałanowa
Natalja Snytina
Łuiza Noskowa
Anfisa Riezcowa

sztafeta - 

### Bobsleje
Mężczyźni
- Oleg Suchoruczenko
Andriej Gorochow

Dwójki - 26. miejsce
- Władimir Jefimow
Oleg Pietrow

Dwójki - 29. miejsce
- Oleg Suchoruczenko
Ajdar Tieregułow
Siergiej Krugłow
Konstantin Diomin

Czwórki - 24. miejsce

### Biegi narciarskie
Mężczyźni
- Igor Badamczin

30 km stylem dowolnym - 14. miejsce
50 km stylem klasycznym - 13. miejsce
- Michaił Botwinow

30 km stylem dowolnym - 4. miejsce
10 km stylem klasycznym - 4. miejsce
Bieg łączony - 5. miejsce
50 km stylem klasycznym - 9. miejsce
- Andriej Kiriłłow

10 km stylem klasycznym - 13. miejsce
Bieg łączony - 16. miejsce
- Władimir Legotin

10 km stylem klasycznym - 18. miejsce
Bieg łączony - 17. miejsce
- Giennadij Łazutin

30 km stylem dowolnym - 15. miejsce
- Aleksiej Prokurorow

30 km stylem dowolnym - 28. miejsce
10 km stylem klasycznym - 20. miejsce
Bieg łączony - 12. miejsce
50 km stylem klasycznym - 13. miejsce
- Aleksandr Worobjow

50 km stylem klasycznym - 17. miejsce
- Andriej Kiriłłow
Aleksiej Prokurorow
Giennadij Łazutin
Michaił Botwinow

sztafeta - 5. miejsce
Kobiety
- Nina Gawriluk

15 km stylem dowolnym - 
5 km stylem klasycznym - 11. miejsce
Bieg łączony - 5. miejsce
- Lubow Jegorowa

15 km stylem dowolnym - 
5 km stylem klasycznym - 
Bieg łączony - 
30 km stylem klasycznym  - 5. miejsce
- Łarisa Łazutina

15 km stylem dowolnym - 5. miejsce
5 km stylem klasycznym - 6. miejsce
Bieg łączony - 4. miejsce
- Natalja Martynowa

30 km stylem klasycznym  - 23. miejsce
- Swietłana Nagiejkina

5 km stylem klasycznym - 16. miejsce
Bieg łączony - 19. miejsce
30 km stylem klasycznym - 9. miejsce
- Jelena Välbe

15 km stylem dowolnym - 6. miejsce
30 km stylem klasycznym - 6. miejsce
- Jelena Välbe
Łarisa Łazutina
Nina Gawriluk
Lubow Jegorowa

sztafeta - 

### Hokej na lodzie
Mężczyźni
- Siergiej Abramow, Siergiej Bieriezin, Wiaczesław Biezukładnikow, Oleg Dawydow, Dmitrij Dienisow, Rawil Gusmanow, Walerij Iwannikow, Igor Iwanow, Gieorgij Jewtjuchin, Walerij Karpow, Aleksiej Kudaszow, Andriej Nikoliszyn, Aleksandr Smirnow, Siergiej Sorokin, Oleg Szargorodski, Siergiej Szendełow, Andriej Tarasienko, Władimir Tarasow, Siergiej Tietryszny, Pawieł Torgajew, Igor Waricki, Aleksandr Winogradow, Andriej Zujew - 4. miejsce

### Kombinacja norweska
Mężczyźni
- Dmitrij Dubrowski

Gundersen - 47. miejsce
- Stanisław Dubrowski

Gundersen - 45. miejsce
- Walerij Kobielew

Gundersen - 48. miejsce
- Walerij Stolarow

Gundersen - 43. miejsce
- Walerij Kobielew
Stanisław Dubrowski
Walerij Stolarow

sztafeta - 12. miejsce

### Łyżwiarstwo figurowe
Mężczyźni
- Igor Paszkiewicz

soliści - 15. miejsce
- Oleg Tataurow

soliści - 11. miejsce
- Aleksiej Urmanow

soliści - 
Pary
- Jekatierina Gordiejewa
Siergiej Grińkow

Pary sportowe - 
- Natalja Miszkutionok
Artur Dmitrijew

Pary sportowe - 
- Jewgienija Szyszkowa
Wadim Naumow

Pary sportowe - 4. miejsce
- Oksana Griszczuk
Jewgienij Płatow

Pary taneczne - 
- Anżelika Kryłowa
Władimir Fiodorow

Pary taneczne - 6. miejsce
- Majia Usowa
Aleksandr Żulin

Pary taneczne - 

### Łyżwiarstwo szybkie
Mężczyźni
- Andriej Anufrijenko

1500 m - 5. miejsce
5000 m - 11. miejsce
10000 m - 12. miejsce
- Andriej Bachwałow

500 m - 16. miejsce
1000 m - 26. miejsce
- Aleksandr Gołubiew

500 m - 
1000 m - 17. miejsce
- Siergiej Klewczenia

500 m - 
1000 m - 
- Oleg Pawłow

1500 m - 16. miejsce
5000 m - 31. miejsce
- Michaił Wostroknutow

500 m - 15. miejsce
1000 m - nie ukończył
Kobiety
- Swietłana Bażanowa

1500 m - 6. miejsce
3000 m - 
5000 m - 5. miejsce
- Swietłana Bojarkina

500 m - 7. miejsce
1000 m - 24. miejsce
- Swietłana Fiedotkina

500 m - 20. miejsce
1000 m - 11. miejsce
1500 m - 
- Natalja Połozkowa

500 m - 22. miejsce
1000 m - 10. miejsce
1500 m - 7. miejsce
- Oksana Rawiłowa

500 m - 17. miejsce
1000 m - 9. miejsce
1500 m - 25. miejsce
- Tatjana Trapieznikowa

3000 m - 12. miejsce
5000 m - 13. miejsce

### Narciarstwo alpejskie
Mężczyźni
- Wasilij Biezsmielnicyn

zjazd - DSQ
supergigant - 34. miejsce
gigant - nie ukończył
kombinacja - nie ukończył
- Andriej Filiczkin

zjazd - 37. miejsce
supergigant - 30. miejsce
gigant - nie ukończył
kombinacja - nie ukończył
Kobiety
- Natalja Buga

zjazd - 35. miejsce
supergigant - 34. miejsce
gigant - nie ukończyła
kombinacja - nie ukończyła
- Swietłana Gładyszewa

zjazd - 17. miejsce
supergigant - 
kombinacja - nie ukończyła
- Mira Gołub

zjazd - 38. miejsce
supergigant - 38. miejsce
kombinacja - nie ukończyła
- Warwara Zielenska

zjazd - 8. miejsce
supergigant - 21. miejsce
kombinacja - nie ukończyła

### Narciarstwo dowolne
Mężczyźni
- Siergiej Szuplecow

jazda po muldach - 
Kobiety
- Marina Czerkasowa

jazda po muldach - 14. miejsce
- Ludmiła Dymczenko

jazda po muldach - 12. miejsce
- Olga Korolowa

jazda po muldach - 15. miejsce
- Jelizawieta Kożewnikowa

jazda po muldach - 
- Natalja Oriechowa

skoki akrobatyczne - 12. miejsce

### Saneczkarstwo
Mężczyźni
- Eduard Burmistrow

jedynki - 14. miejsce
- Siergiej Danilin

jedynki - 11. miejsce
- Anatolij Bobkow
Giennadij Biełakow

dwójki - 15. miejsce
- Albert Diemczenko
Aleksiej Zielenski

dwójki - 7. miejsce
Kobiety
- Irina Gubkina

jedynki - 7. miejsce
- Olga Nowikowa

jedynki - 18. miejsce

### Short track
Mężczyźni
- Siergiej Kobyziew

500 m - 17. miejsce
1000 m - 20. miejsce
- Igor Ozierow

500 m - 20. miejsce
1000 m - 30. miejsce
Kobiety
- Marina Pylajewa

500 m - 16. miejsce
1000 m - 12. miejsce
- Jelena Tichonowa

500 m - 17. miejsce
1000 m - 24. miejsce
- Wiktorija Troicka

500 m - 20. miejsce
1000 m - 29. miejsce
- Jekatierina Michajłowa
Marina Pylajewa
Jelena Tichonowa
Wiktorija Troicka

sztafeta - 5. miejsce

### Skoki narciarskie
Mężczyźni
- Dmitrij Czełowienko

Skocznia normalna - 54. miejsce
Skocznia duża - 49. miejsce
- Michaił Jesin

Skocznia normalna - DSW
Skocznia duża - 42. miejsce
- Stanisław Pochilko

Skocznia normalna - 41. miejsce
Skocznia duża - 44. miejsce
- Aleksiej Sołodiankin

Skocznia normalna - 45. miejsce
Skocznia duża - 57. miejsce
- Aleksiej Sołodiankin
Dmitrij Czełowienko
Stanisław Pochilko
Michaił Jesin

drużynowo - 12. miejsce